# Дайамантина (национальный парк)
Дайамантина (англ. Diamantina National Park) — национальный парк в районе Дайамантина, юго-западный Квинсленд, Австралия.
Парк основан в 1993 году.

## География
Национальный парк находится в юго-западной части Квинсленда, на территории района Дайамантина. Он занимает площадь 5070 км2.

Карта национального парка

## Климат
Средняя температура составляет 28 °C. Самый теплый месяц — январь при средней температуре 36 °C, а самый холодный — июль, при средней температуре 16 °C. Среднее количество осадков составляет 271 миллиметр в год. Самый влажный месяц — февраль (110 мм осадков), а самый сухой — октябрь, когда выпадает (1 мм осадков).